# Фокендорф
Фокендорф (нем. Fockendorf) — община в Германии, в земле Тюрингия. 
Входит в состав района Альтенбург. Подчиняется управлению Плайссенауэ.  Население составляет 852 человека (на 31 декабря 2010 года). Занимает площадь 8,83 км².
Коммуна подразделяется на 2 сельских округа.